# Osterøy kommun
Osterøy kommun (norska: Osterøy kommune) är en kommun i landskapet Nordhordland i Vestland fylke på Vestlandet i västra Norge.
Kommunen är belägen på Osterøy, en 328 km² stor ö som delas med Vaksdals kommun. Ön omges av Osterfjorden, Sørfjorden och Veafjorden och är den största norska ön som inte vetter mot havet utan helt omges av fjordar. Kommunen saknade fast landförbindelse ända till 1987 då bron över Kallestadsundet i Vaksdals kommun blev färdig. Ytterligare en bro byggdes 1997, då Osterøybron över Sørfjorden invigdes.
Kommunen har en mångsidig småindustri och en jordbrukssektor som sysselsätter omkring 300 personer. Kommunen har haft ekonomiska problem med stora underskott i budgeten och sattes 2005 under förvaltning av dåvarande Hordaland fylke som kommunen tidigare har tillhört.

## Administrativ historik
Osterøy kommun upprättades den 1 januari 1964 genom en sammanslagning av delar av de tidigare kommunerna Bruvik (Bruviksbygden), Hamre (området på ön Osterøy), Haus (området på ön Osterøy) och Hosanger (området på ön Osterøy). Kommunen hade 5 518 invånare vid upprättandet.

## Tätorter
I Osterøy kommun finns sex tätorter:
- Fotlandsvåg
- Hamre
- Haugo
- Hausvik
- Lonevåg (centralort)
- Valestrandsfossen

## Socknar
Inom Norska kyrkan motsvaras Osterøy kommun av Osterøy socken i Åsane prosteri i Bjørgvins stift.
Tidigare var kommunen indelad i de fem socknarna Bruvik, Gjerstad, Hamre, Haus och Hosanger. Dessa slogs samman 2024 för att tillsammans bilda Osterøy socken.

## Bilder

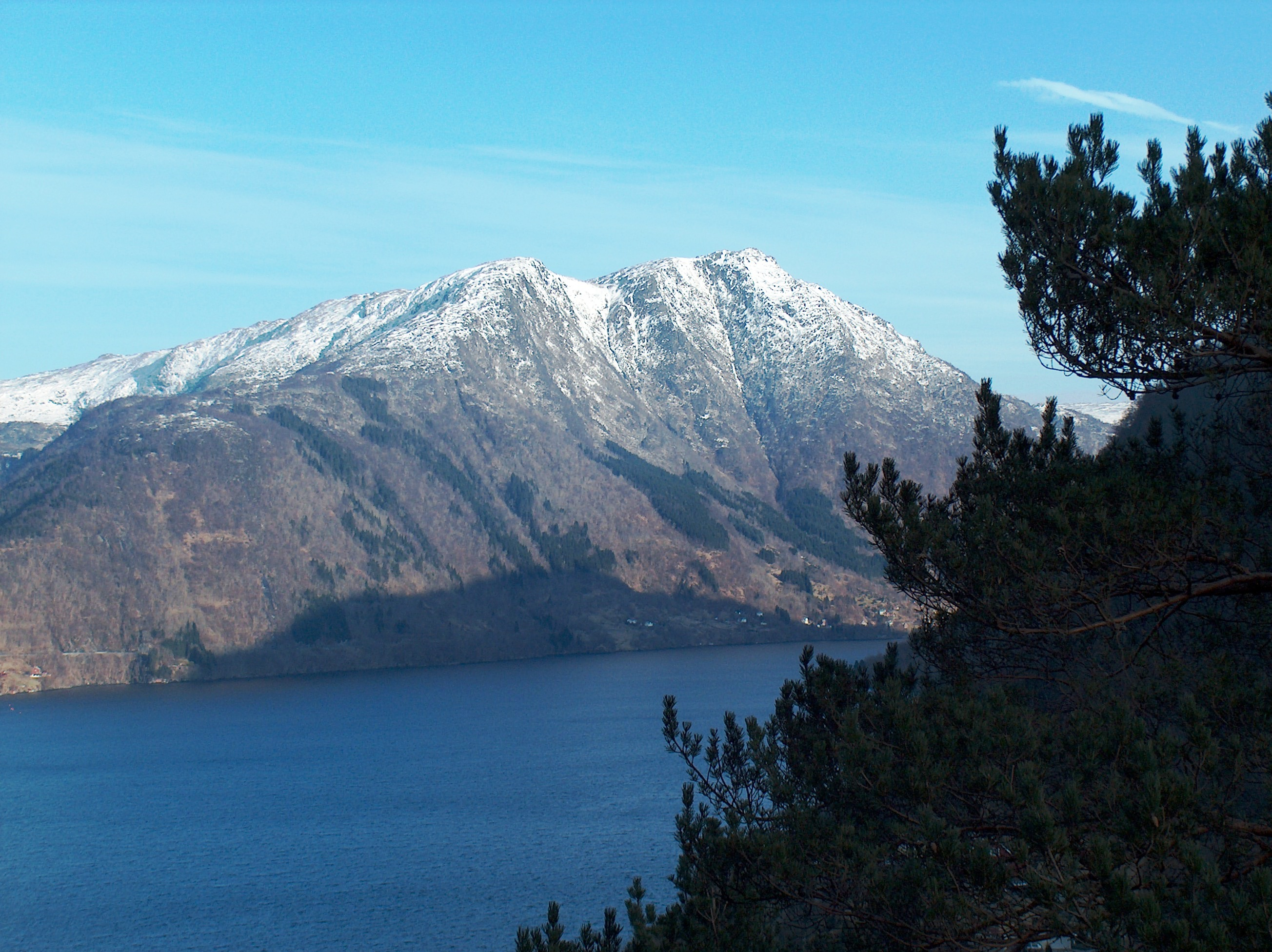
Brøknipa (Bruviknipa) (822 m ö.h.).
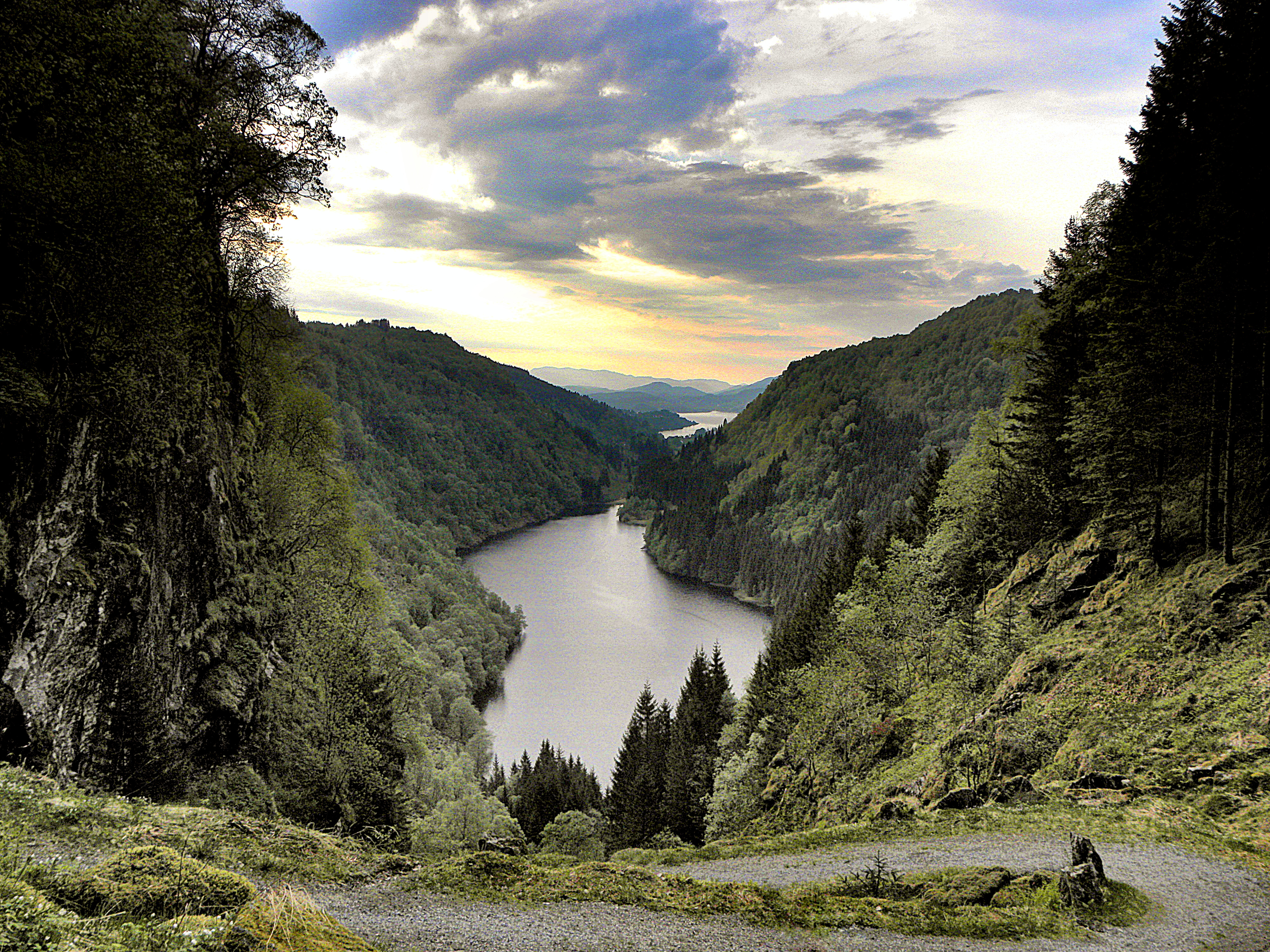
Kossdalsvatnet.
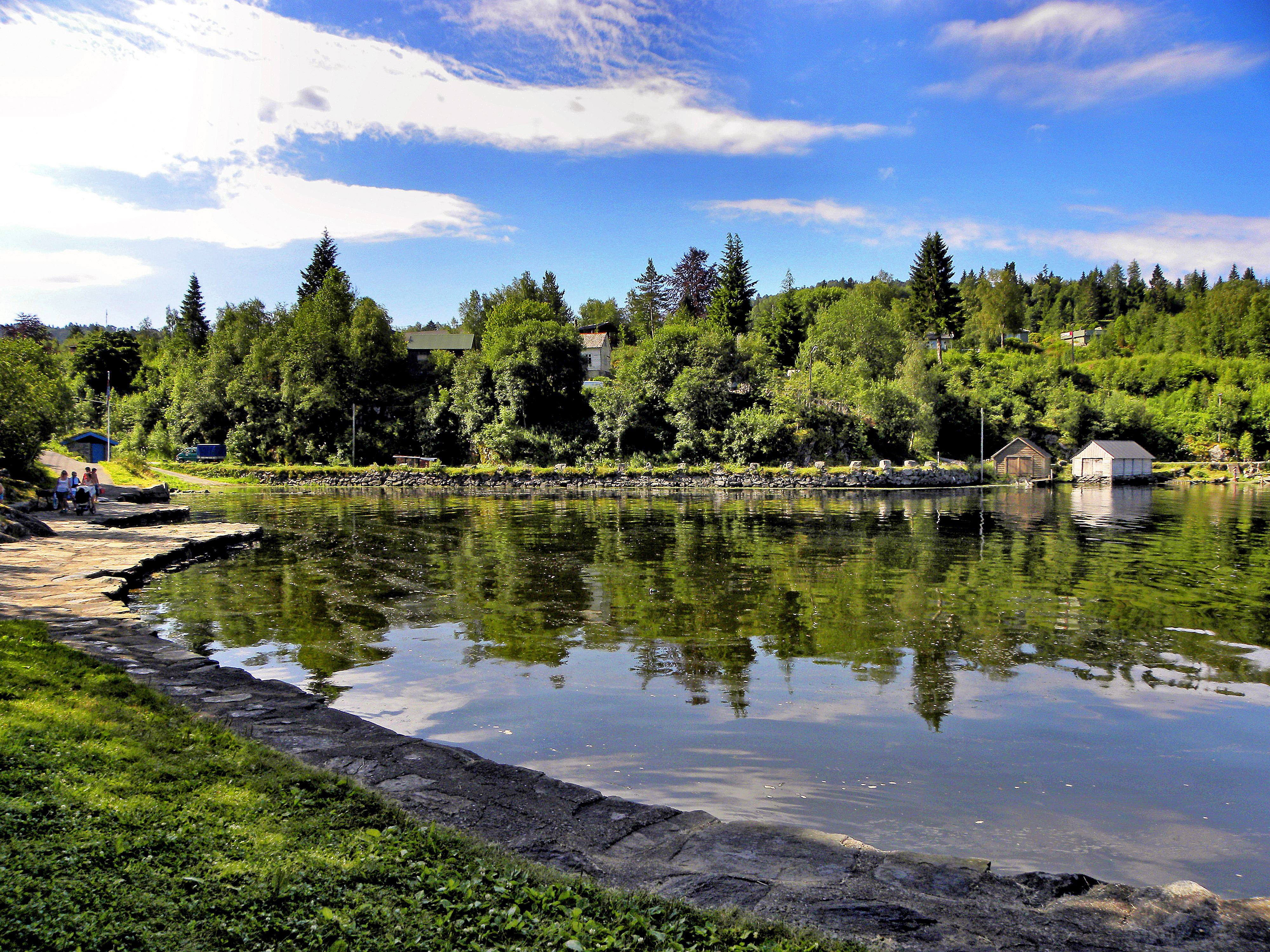
Hjellvik.